# Circuito Lasarte
Il circuito Lasarte è stato un circuito motoristico lungo 17,749 chilometri situato a Lasarte-Oria, nella provincia di Gipuzkoa, nei Paesi Baschi vicino alla località turistica di San Sebastián. 

## Storia
Fu usato tra il 1923 e il 1935, ma a causa della guerra civile spagnola nel 1936 il circuito cadde in disuso e dopo la guerra le competizioni motoristiche ripresero su nuove piste situate vicino a Barcellona. Dopo la seconda guerra mondiale, la gara per il Gran Premio di Spagna si è svolta sul circuito di Pedralbes vicino a Barcellona. 
Il Circuito Lasarte ha ospitato il Gran Premio di San Sebastián sette volte (1923-1925, 1927-1930), cinque volte il Gran Premio di Spagna (1926-1827, 1933-1935) e il Gran Premio d'Europa del 1926. Nel 1965 il circuito è stato utilizzato per il Campionato mondiale di ciclismo.

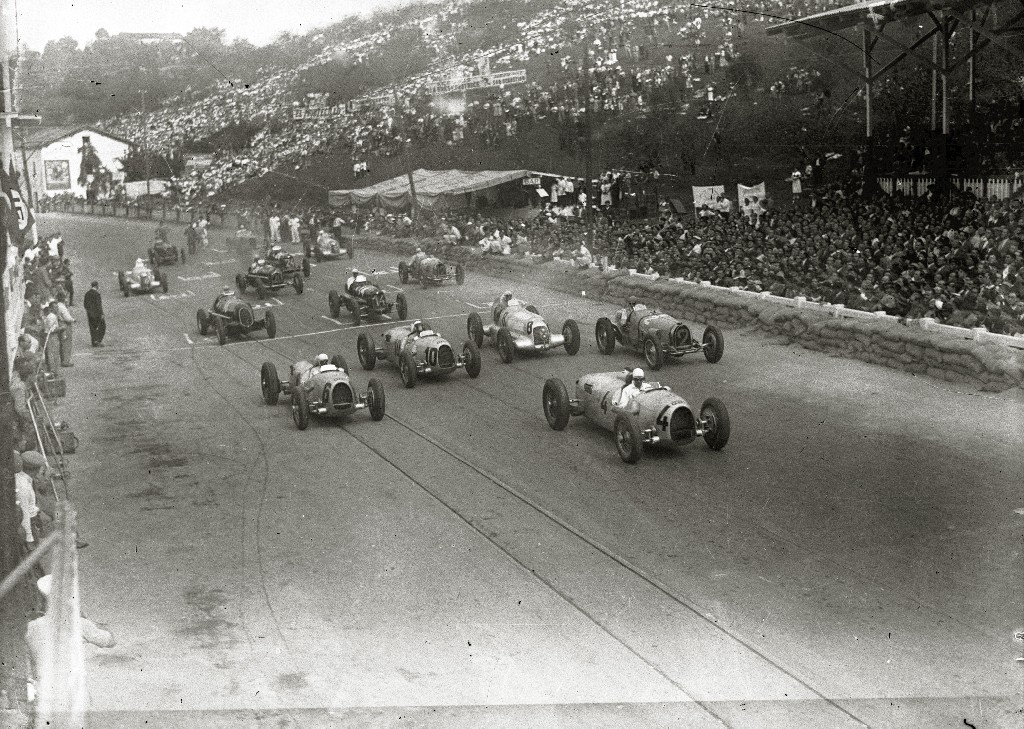
Partenza del Gran Premio di Spagna 1935

La partenza e il traguardo erano a Lasarte, vicino all'ippodromo, dove si trovavano la pit lane e la tribuna. In genere, la distanza di gara coperta ad ogni Gran Premio era di circa 621 chilometri (35 giri), il che significava una durata di gara di circa sei ore.